# Escobar (Segovia)
Escobar es un despoblado español del municipio de Segovia, perteneciente a la provincia homónima, en la comunidad autónoma de Castilla y León.

## Historia
El lugar quedó despoblado a raíz de varias epidemias a mediados del siglo XVI. Aparece descrito en el séptimo volumen del Diccionario geográfico-estadístico-histórico de España y sus posesiones de Ultramar de Pascual Madoz con las siguientes palabras:

ESCOBAR: desp. en la prov. y part. jud. de Segovia, térm. jurisd. de Madrona. (V.) se componia de 16 á 17 vec. segun resulta de las matrículas de aquel tiempo; tuvo lugar su despoblacion en el año 1530 á consecuencia de una enfermedad epidémica que repetida en dos ó tres veces, llegó á dejar existentes solas 5 familias las que se retiraron del pueblo: aun se conservan señales muy visibles de las casas y muy particularmente de la igl. que en ella habia, bajo la advocacion de Sta. Juliana, de la que hasta hace 10 ó 12 años se conservaba mucha parte de las paredes fabricadas de buena piedra labrada en parte y argamasada: hay 2 edificios; el uno destinado para encerradero de ganado vacuno con 2 cobertizos edificados á este fin, y el otro, compuesto de encerraderos para ganado lanar, pajares cubiertos de teja, otras varios corrales bajos de piedra seca, y una casita habitacion para el guarda del térm. que pone y mantiene el señor conde de Puñonrostro, á quien pertenece.
(Madoz, 1847, p. 524)